# Acolastus lygaeus
Acolastus lygaeus là một loài bọ cánh cứng trong họ Chrysomelidae. Loài này được Jablokov-Khnzorian miêu tả khoa học năm 1965.